# Liste der Bischöfe von Valence
Die folgenden Personen waren Bischöfe von Valence (Frankreich):
- Emilia (347–374)
- Sextius (374–?)
- Maximus I. (400–419)
- Cariatho (um 442)
- Waldebert (478–?)
- Apollinarius (517–520)
- Gallus (549)
- Maximus II. (567–581)
- Raynoalde (Romuald) (581 und 585)
- Elephas I. (?–641)
- Agilulf (641–?)
- Waldus (?–650)
- Angilde (650–658)
- Abbo (678–?)
- Salvius I. (68?)
- Antonie I.
- Bonit (788–800)
- Salvius II. (800–804)
- Lupicin (804–?)
- Antonie II.  ?--?
- Elephas II. ?-?
- Lambert I. (?–835)
- Ado (835–842)
- Dunctran ?-?
- Eilard ?-?
- Brokhard ?-?
- Argimbert ?-?
- Agilde (?–858)
- Ratbert (Robert) (858–879)
- Isaak II. (886–889)
- Imeric (?–907)
- Remegaire (Romegari) I. (907–924)
- Odilbert (947–950)
- Aimon (960–981)
- Guigues (Guy) I. (994–997)
- Lambert II. (997–1001)
- Remegaire II. (1001–1016)
- Guigues II. (1016–1025)
- Humbert d’Albon (1028–1030)
- Ponç Adhemar (1031–1056)
- Odo I. (1058–1060)
- Raiginari (1060–1063)
- Gontard (1063–1100)
- Henric I. (1100–1107)
- Eustache (1107–1141) (siehe Haus Poitiers-Valentinois)
- Johann I. (1141–1145)
- Bernard (1146–1154)
- Odo II. de Crussol (1154–1183) (Haus Crussol)
- Lantelm (1183–1187)
- Falco (1187–1200)
- Humbert de Miribel (1200–1220)
- Gerald (Gerold von Jerusalem), (auch von Flandern) (1220–1231)
- Wilhelm von Savoyen (1231–1239)
- Bonifatius von Savoyen (1239–1242)
- Philipp von Savoyen (1242–1268)
- Guy III. de Montlaur (1268)
- Bertrand (1268–1272)
- Guy III. de Montlaur (1272–1274) (1275 bis 1678 wird das Bistum mit Die zusammengelegt)
- Amadeus von Roussillon (1275–1281)
- Philippe de Bernusson (1281–1282)
- Heinrich von Genf (1282–1283)
- Johann II. von Genf (1283–1297)
- Guillaume del Rossillon (1297–1331)
- Adhemar de la Voulte (1331–1336)
- Henri de Villars (1336–1342)
- Pierre de Chastellux (1342–1350)
- Godofred (1350–1354)
- Louis de Villars (1354–1376)
- Guillaume de la Voulte (1376–1383)
- Amadeus de Saluzzo (1383–1389)
- Henric II. (1389–1390)
- Jean de Poitiers (1390–1448) (Haus Poitiers-Valentinois)
- Louis von Poitiers (1448–1468) (Haus Poitiers-Valentinois)
- Gerard de Crussol (1468–1472) (Haus Crussol)
- Jacques de Bathernay (1472–1474)
- Antoine de Balzac (1474–1491) (Haus Balzac)
- Jean d’Epinay (1491–1503)
- Francisco Kardinal Lloris y de Borja (1503–1505)
- Urbain de Miolan (1505)
- Gaspard de Tournon (1505–1520)
- Jean Kardinal de Lorraine (1520–1522)
- Antoine Kardinal Duprat (1522–1524)
- François-Guillaume Kardinal de Castelnau de Clermont-Lodève (1524–1531)
- Antoine de Vesc (1531–1537) (danach Bischof von Castres)
- Jacques de Tournon (1537–1553) (danach Bischof von Castres)
- Jean de Monluc (1553–1579)
- Charles I. de Leberon (1579–1600)
- Pierre-André de Leberon (1600–1621)
- Charles II. de Leberon (1621–1654)
- Daniel de Cosnac (1654–1687)
- Guillaume Bokhard de Champigny (1687–1705)
- Jean de Catellan (1705–1725)
- Alexandre de Milon (1725–1771)
- Pierre-François de Grave (1771–1787)
- Gabriel-Melchior de Messey (1778–1791)
- François Marbes (1791–1795) (Konstitutioneller Bischof)
- Sedisvakanz (1795–1801)
- François Bécherel (1802–1815)
- Marie-Joseph-Antoine-Laurent de la Rivoire de La Tourette (1817–1840)
- Pierre Chatrousse (1840–1857)
- Jean-Paul-François-Marie-Félix Lyonnet (1857–1864) (dann Erzbischof von Albi)
- Nicolas-Edouard-François Gueullette (1864–1875)
- Charles-Pierre-François Cotton (1875–1905)
- Jean-Victor-Emile Chesnelong (1906–1912) (dann Erzbischof von Sens (-Auxerre))
- Emmanuel-Marie-Joseph-Anthelme Martin de Gibergues (1912–1919)
- Désiré-Marie-Joseph-Antelne-Martin Paget (1920–1932)
- Camille Pic (1932–1951)
- Joseph-Martin Urtasun (1952–1955) (dann Koadjutorerzbischof und später Erzbischof von Avignon)
- Charles-Marie-Paul Vignancour (1957–1966) (auch Koadjutorerzbischof von Bourges)
- Jean-Barthélemy-Marie de Cambourg (1966–1977)
- Didier-Léon Marchand (1978–2001)
- Jean-Christophe Lagleize (2001–2013) (dann Bischof von Metz)
- Pierre-Yves Michel (2014–2023, dann Bischof von Nancy)
- François Durand (seit 2024)